# El Ceniciento (película de 1952)
El Ceniciento es una película de comedia mexicana de 1952 escrita y dirigida por Gilberto Martínez Solares y protagonizada por Germán Valdés «Tin-Tan» y Alicia Caro. Es una parodia del cuento infantil La cenicienta, y fue seguida por una secuela lanzada el mismo año, titulada Chucho el remendado. El título de la película remite a la clásica literatura infantil como también lo fueron los títulos de las otras dos películas protagonizadas por Tin-Tan, El bello durmiente (1952) y El gato sin botas (1956).

## Argumento
Valentín Gaytán, un indio chamula, llega a la Ciudad de México y se aloja en casa de los chiapanecos Marcelo y Sirenia, y sus doce hijos, donde también vive el tío Andrés. Marcelo, agobiado por las deudas, le pide dinero a Valentín, pero al saber que es pobre lo corre de la casa. En el transcurso Valentín trabaja entonces como camarero y una joven millonaria llamada Magdalena se fija en él. En un cabaret donde se encuentra con un par de mujeres quienes lo invitan a bailar, Valentín gana mucho dinero en el juego, se emborracha y el tío Andrés le quita lo ganado. Sirenia le confiesa a Andrés que Valentín es hijo de él. Andrés muere en un accidente de avión. El fantasma de Andrés vuelve para ayudar a su hijo. Al huir de una fiesta de cumpleaños organizada por Magdalena a la cual asistía invitado, Valentín deja un zapato, lo que le permite a ella rescatarlo finalmente de la cárcel.

## Reparto
- Germán Valdés «Tin-Tan» como Valentín Gaytán «El Ceniciento», ahijado de Andrés.
- Alicia Caro como Magdalena, enamorada de Valentín.
- Andrés Soler como Andrés, padre verdadero de Valentín.
- Marcelo Chávez como Marcelo Chávez, cuñado de Andrés.
- Tito Novaro como Marcelito, hijo de Sirenia y Marcelo.
- Magda Donato como Sirenia, hermana de Andrés y esposa de Marcelo.
- Elena Julián como Cabaretera.
- Chelo Pastor como La Caramba, bailarina.
- Pedro D'Aguillón como Horacio, hijo de Sirenia y Marcelo.
- Acela Vidaurri
- Armida Herrera como Cabaretera.
- Armando Velasco como Sr. Velasco.
- Graciela Peralta
- Hermanos Zavala como hijos de Sirenia y Marcelo.
- Luis Mussot como Empleado de tienda.
- Francisco Reiguera como Inspector celestial.
- Héctor Godoy como Castañeda
- Jaime Fernández como Anunciador
- Humberto Rodríguez como González, jugador de cartas.
- Pepe Nava como Jugador de cartas.
- Alfredo Varela

## Recepción
Este filme ocupa el lugar 86 dentro de la lista de las 100 mejores películas del mexicanas, según la opinión de 27 críticos y especialistas del cine en México, publicada por el portal Sector Cine en junio de 2020.